# Sariwon
Sariwŏn es la capital de la provincia de Hwanghae del Norte, en Corea del Norte.
Se encuentra a medio camino en la ruta de Pyongyang hasta la frontera intercoreana (DMZ).

## Población
La población de la ciudad en 2008 era de 307,764.

## Sanidad
Sariwŏn tiene el único hospital pediátrico de su región, dando servicio a 16 distritos y a más de 500,000 niños y adolescentes al año. Fue fundado con apoyo de la República Popular Húngara, a finales de los 50.

## Economía

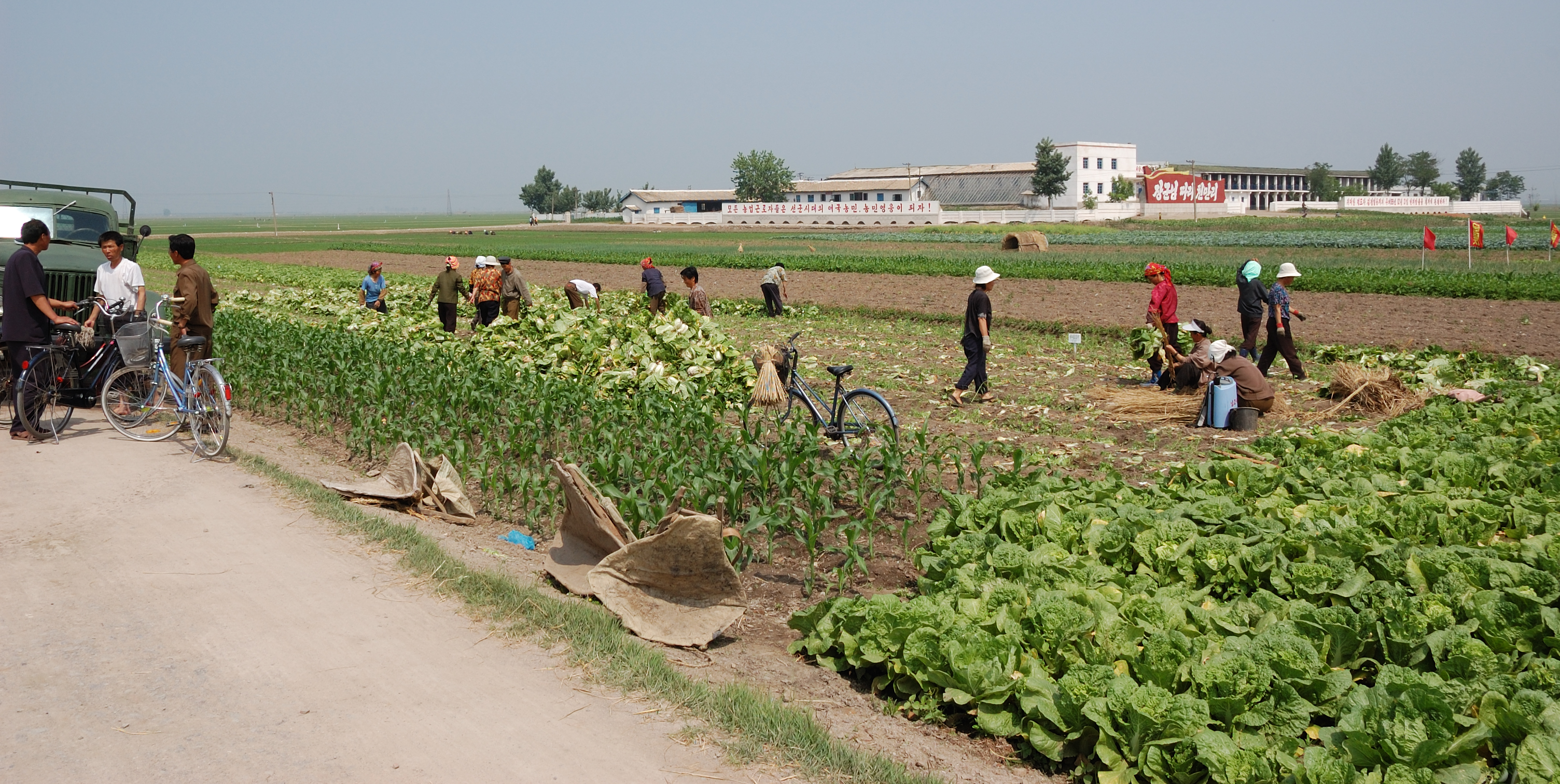
Agricultura de la ciudad

Anterior a la guerra de Corea, la ciudad era un punto importante en el comercio en la península, pero desde 1953 ha ido centrándose en su potencial industrial con una relativamente moderna agricultura.
La ciudad tiene industria ligera, como pueden ser el Complejo de Fertilización y Potasio, una fábrica de tractores, además de centros de procesamiento de alimentos y telares industriales

## Educación
Sus instituciones educativas incluyen la Universidad de Agricultura, Universidades de Geología, Medicina, Educación (1 & 2), además del Instituto Farmacológico de Koryo.

## Turismo

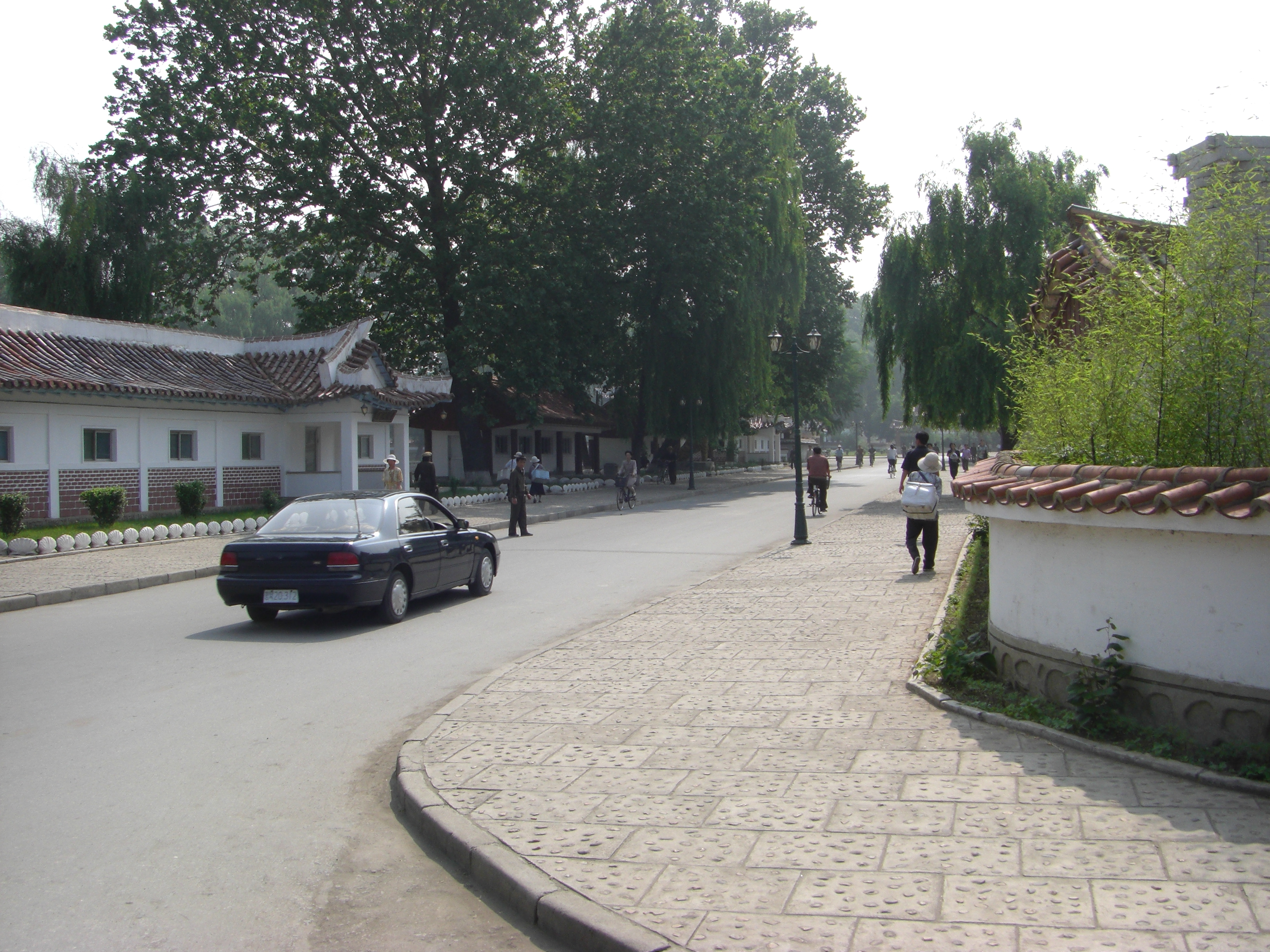
La zona "Folklore"

La "Calle Folklore de Sariwŏn" fue construida durante el gobierno de Kim-Jong-Il: construida para recrear la imagen de la Korea antigua, incluye construcciones en el estilo histórico y una colección de cañones de eras antiguas. Aunque algunos la consideran una recreación romantizada y no muy exacta de una calle tradicional coreana, es frequentemente conocida por ser un destino turístico para extranjeros en sus tours. Además, muchos edificios y construcciones tradicionales originales sobreviven en la ciudad.
Los visitantes suelen ver el Templo Songbul o el Fuerte Jongbang, cercanos a la ciudad.

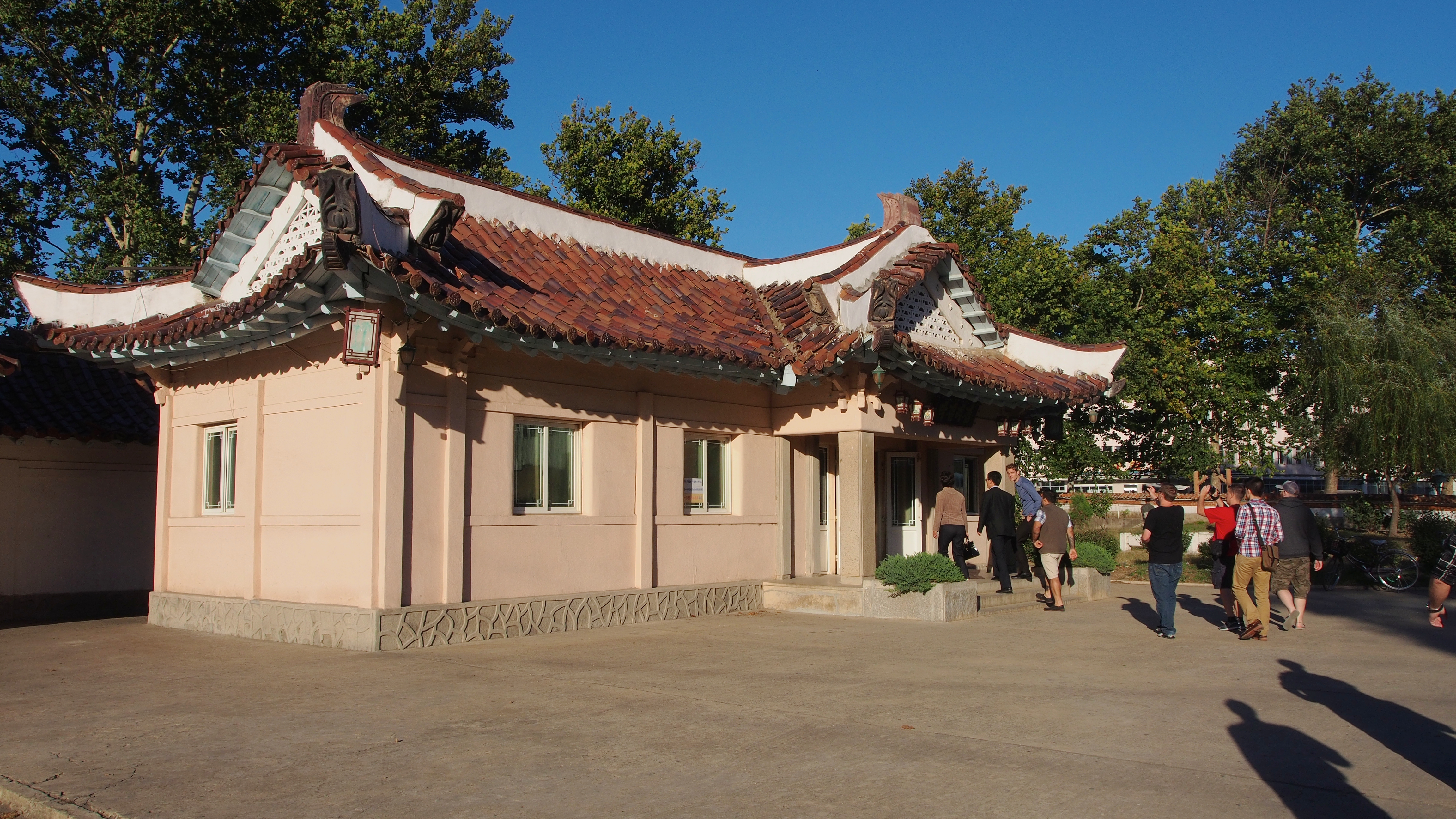
Casa tradicional coreana en Sariwon

## Transporte
Sariwŏn tiene varias estaciones de tren en distintas líneas del ferrocarril nacional, como la Línea P'yŏngbu, o la Hwanghae Ch'ŏngnyŏn.
Además, dispone de un sistema de trolebuses, expandido en 2020. Estos servicios están suplementados por autobuses normales.